# AROUND
『AROUND』（アラウンド）は、2007年9月19日にavex traxから発売されたAAAの3枚目のオリジナル・アルバム。17thシングル「Red Soul」と同日発売。

## 解説
前作『ALL』より約9ヵ月ぶりとなるAAA3枚目のオリジナル・アルバム。新曲4曲を含む全12曲で構成されている。それまでのオリジナルアルバム『ATTACK』『ALL』はともに1月1日発売だったが、本作は異なる。これらは三部作とされており、アルバム3枚を出してようやくレールを敷いた感じだとメンバーの日高光啓は語っており、メンバーの宇野実彩子もこれらの3枚は自己紹介という感じであったと語っている。
『ATTACK』や『ALL』も含め、本作はシングルありきのアルバム制作だったとし、シングルの収録曲以外はシングルでやっていない曲をやる感じで作られた。
<CD ONLY> (AVCD-23349) と<CD+DVD> (AVCD-23348/B) の2形態で発売された。ジャケットはそれぞれ異なる。<CD ONLY>の初回盤にはジャケットサイズステッカーランダム封入(全7種類)、<CD+DVD>の初回盤には特殊スリーブジャケットがついてくる。
このアルバムを2007年9月22日に日本武道館で行われたライブ「AAA 2nd Anniversary Live -5th ATTACK 070922-日本武道館」の会場で1枚購入につき、先着で「武道館特製オリジナル・ホログラム仕様2ツ折りクリアファイル」2種のうち、好きなほうを貰えた。
それまでのアルバムの最高位は、2006年9月発売の『ALL/2』の12位で、本作はランクイン7作目で初のTOP10入りとなった。
このアルバムを引っ提げて「AAA 2nd Anniversary Live -5th ATTACK 070922- 日本武道館」を行った。

## 収録曲
CD
1. Get チュー! [3:52]（全員）
（作詞：松井五郎、作曲：石田匠、編曲：小西貴雄）
13thシングル
ハウス食品「フルーチェ ハンディータイプ」CMソング
2. SUNSHINE [3:55]（西島・宇野・浦田・日高・與・末吉・伊藤）
（作詞：Delicatessen、作曲/編曲：Hyoutan(Delicatessen)、編曲：上杉洋史）
15thシングル
日本テレビ系「スポーツうるぐす」テーマソング
3. SHEの事実 [3:24]（全員）
（作詞：井上秋緒、作曲：すみだしんや、編曲：鈴木Daichi秀行）
13thシングル
ハウス食品「フルーチェ Cの果実」CMソング
4. 出逢いのチカラII [4:26]（西島・宇野）
（作詞：Kenn Kato、作曲：石田匠、編曲、田辺恵三）
西島・宇野の2人のメンバーが歌う曲
1st album「ATTACK」に収録された「出逢いのチカラ」の続編曲。「仮面ライダー電王」第41話で使用された。
5. 唇からロマンチカ [3:44]（全員）
（作詞：井上秋緒、作曲：BULGE、編曲：池田雅明）
14thシングル
テレビ東京系ドラマ「美味學院」主題歌
6. Red Soul [3:50]（西島・宇野・浦田・日高・與・末吉・伊藤）
（作詞：森浩美、作曲/編曲：渡辺未来）
同日発売の16thシングル
7. Paradise Paradise [4:24]（西島・宇野・浦田・日高・與・末吉・伊藤）
（作詞：渡辺なつみ、作曲：原広明、編曲：田中直）
新録曲。
8. 花火 [4:46]（宇野・伊藤）
（作詞：川原京、作曲/編曲：小西貴雄）
15thシングル「夏もの」より
9. No End Summer [3:55]（西島・浦田・日高・與・末吉）
（作詞：MIZUE、作曲：原一博、Rap詞：日高光啓、編曲：REO）
15thシングル「夏もの」より
レゲエをアレンジした5人の男子メンバーによる曲。
10. Body Talker [4:38]（西島・宇野・浦田・日高・與・末吉・伊藤）
（作詞：jam、作曲/編曲：大野宏明）
新録曲。
11. That's Right [3:45]（全員）
（作詞：松井五郎、作曲：石田匠、編曲：柴崎浩）
14thシングル
テレビ東京系ドラマ「美味學院」挿入歌
12. 最後のコトバ [5:21]（西島・宇野・浦田・日高・與・末吉・伊藤）
（作詞：Kenn Kato、作曲：渡辺未来、編曲：水島康貴）
新録曲。メンバーのスケジュールが合わずレコーディングは個別で行われた[2]。

DVD
- 「鍵のある場所」(37:19)
メンバー全員が出演したオリジナル・ショートフィルム
- パン屋(11:37)
- タクシー乗り場(4:43)
- コンビニで(6:44)
- 鍵の救急車(3:37)
- 病院の屋上(6:34)
- エンドロール(5:26)